# Berufliche Schule Burgstraße

Logo der Schule

Die Berufliche Schule Burgstraße (BS12) ist eine Berufsbildende Schule im Hamburger Stadtteil Borgfelde. Sie bildet für die Berufsfelder Friseur, Kosmetik, Maskenbild sowie Pflege und Gesundheit aus. Das Schulgebäude steht unter Denkmalschutz; es wurde 1921 von Fritz Schumacher errichtet und beherbergte ursprünglich die Schule Burgstraße, eine nach reformpädagogischen Grundsätzen geführte Volksschule.

## Lehrangebot
Unter dem Dach der Beruflichen Schule Burgstraße sind eine Berufsschule für Friseure, eine Berufsschule für Kosmetiker, sowie eine Berufsschule für Maskenbildner versammelt. Der Unterricht findet in zusammenhängenden geblockten Unterrichtsphasen von zwei Mal sechs Wochen Dauer je Schuljahr statt. Auszubildende mit einem guten Realschulabschluss können durch den Besuch zusätzlicher Unterrichtseinheiten die Fachhochschulreife erwerben.
Für Schulabgänger ohne Ausbildungsplatz ist eine einjährige duale Ausbildungsvorbereitung vorgesehen.

### Berufsschule für Friseure und Friseurinnen
Die Schule hat sich das Ziel gesetzt, der Heterogenität der Auszubildenden im Friseurhandwerk bezüglich ihres Leistungsvermögens und der Gegebenheiten ihrer außerschulischen Ausbildung gerecht zu werden.
Angeboten werden neben den klassischen Basisklassen Friseur-Intensiv-Klassen mit geringer Schülerzahl für Auszubildende mit besonderem Förderungsbedarf; der Unterricht in diesen Klasse ist mit den Ausbildungsbetrieben auf die individuellen Bedürfnisse der Schüler abgestimmt. Die Salonklasse bietet einen besonders praxisorientierten Unterricht unter Nutzung des schuleigenen Lehrsalons »burgschön«; alle Arbeitssituationen eines Friseursalons, so auch die Werbestrategie, die Produktauswahl, die Abrechnung und eine EDV-gestützte Salonverwaltung, werden durchgespielt. Für besonders motivierte Auszubildende mit mindestens gutem Realschulabschluss und guten Englischkenntnissen gibt es die Plus-Klasse mit erhöhtem Leistungsniveau und Fördermöglichkeiten auf den Gebieten Visagistik, friseurspezifisches Fachenglisch und Veranstaltungsorganisation. Frühjahrsklassen für Auszubildende, die nicht zum üblichen Zeitpunkt ihre betriebliche Ausbildung aufgenommen haben, und Werkstattklassen für Schüler, die nicht in einem Friseursalon ausgebildet werden, berücksichtigen aus der Norm fallende außerschulische Lehrsituationen.

### Berufsschule für Kosmetiker und Kosmetikerinnen
Im berufsspezifischen Lehrplan enthalten sind die Bereiche Hautpflege, kosmetische Behandlungen, Körperpflege, Gestaltung und Kaufmännisches; im Lehrplan vorgesehen sind außerdem berufsbezogenes Fachenglisch und das berufsbezogen behandelte Fach Wirtschaft und Gesellschaft.

### Berufsschule für Maskenbildner und Maskenbildnerinnen
Voraussetzung für die Aufnahme an der Schule ist ein Lehrvertrag an einem Theater.
Die Berufsschüler kommen aus ganz Deutschland und in der Nähe der Schule gibt es ein Wohnheim. Es werden komplexe Lernsituationen durchgespielt, mit Planung, Durchführung und Evaluation der Ergebnisse. Anforderungen an den Berufstätigkeiten und alternative Durchführungsabläufe werden dabei thematisiert.

### Duale Ausbildungsvorbereitung
Für noch schulpflichtige Jugendliche ohne Ausbildungsplatz wird eine einjährige Ausbildungsvorbereitung angeboten. Die Zuweisung erfolgt über die Stadtteilschulen. Die Ausbildung erfolgt drei Tage je Woche in einem Praktikumsbetrieb, zwei Tage in der Schule. Der Unterricht umfasst sowohl allgemeinbildende als auch allgemein berufsbezogene Fächer.
Nach Ende des Schuljahres kann ein Erster Allgemeiner Schulabschluss erworben werden.

## Leitbild und Motto
Die Schule sieht sich der Tradition der im Gebäude ursprünglich beheimateten Vorgängerin verpflichtet, der Schule Burgstraße, einer Volksschule, die nach den Reformideen der 1920er Jahre geführt wurde. Der Unterricht orientiert sich demgemäß an konkreten Handlungssituationen, die vollständig, gegliedert nach ihren Schritten Planen, Durchführen, Auswerten im Unterricht behandelt werden. Ebenfalls in der Tradition der einstigen Reformschule gilt das Prinzip des differenzierten Eingehens auf die Voraussetzungen in Person und außerschulischen Ausbildungssituation der Auszubildenden gemäß dem Motto der heutigen Schule „... für jeden Kopf etwas!“.

## Gebäude und Lage

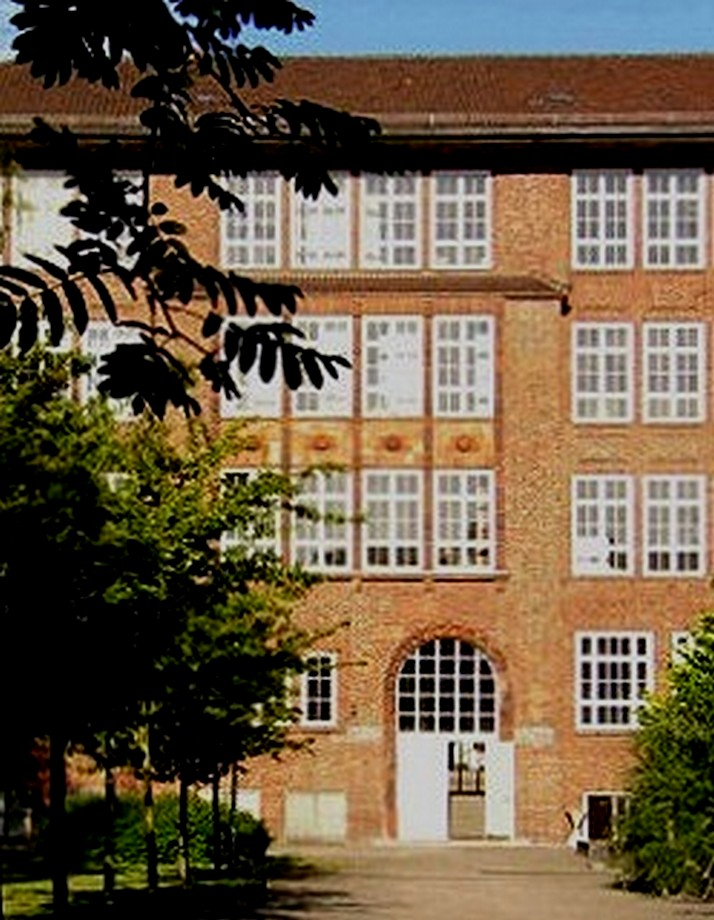
Schulgebäude, Südteil

Das Schulgebäude steht an der westlichen Seite der Burgstraße, im Norden schließt sich das ehemalige Borgfelder AOK-Gebäude an.
Der langgestreckte Baukörper des viergeschossigen Backsteinbaus mit flachem Walmdach ist in Nord-Süd-Richtung orientiert. Die Unterrichtsräume sind fast alle nach Osten zum Schulhof an der Straße ausgerichtet. Die Gliederung der Fassade in horizontal acht Vierergruppen von Fenstern (lediglich im Erdgeschoss sind es Dreiergruppen) korrespondiert mit der ursprünglichen Aufteilung in Unterrichtsräume im Inneren. Die Treppenschächte und Toilettenanlagen befinden sich auf der rückwärtigen, westlichen, Seite. An der Westseite sind zwei kurze Seitenflügel an Nord- und Südende des Gebäudes angefügt. An der Ostseite war das Gebäude ursprünglich über zwei Rundbogenportale zugänglich, die in bis zum dritten Geschoss reichenden Seitenrisaliten liegen – dies entspricht der zunächst geplanten Aufteilung des Gebäudes in zwei getrennte Abteilungen für Jungen und Mädchen.
Abgesehen von den Reliefs der Portaleinfassungen sind zurückhaltende Felder, die die Fenster unterschiedlicher Geschosse trennen, einziger Fassadenschmuck. In den Eingangsrisaliten sind diese Felder durch ein zentrales Schmuckelement etwas betont.
Die Turnhalle ist nicht in das Hauptgebäude integriert; sie befindet sich in einem getrennten Bauteil an der Nordseite des Schulhofs.

## Geschichte
Die Planung des Schulgebäudes durch Fritz Schumacher geht bis auf das Jahr 1915 zurück. Erst nach Ende des Ersten Weltkriegs war jedoch Baubeginn; eingeweiht wurde das Schulgebäude 1921 zusammen mit der Vorgängerschule der heutigen Berufsbildenden Schule, einer Volksschule. Die ursprünglich das Gebäude nutzende Schule Burgstraße war eine von zwölf Hamburger Schulen, die den Schulalltag nach der Reformpädagogik der 1920er Jahre auszurichten versuchte. Für die Schule Burgstraße bedeutete dies Koedukation – obwohl das Gebäude für zwei getrennte Abteilungen für Mädchen und Jungen geplant war – sowie die Abschaffung der Prügelstrafe und des Sitzenbleibens bei schlechten Leistungen. Es wurde Wert auf fächerübergreifendes, praxisorientiertes Lernen gelegt und auch auf erlebnisorientiertes außerschulisches Lernen – im Schullandheim. Loki Schmidt, die von 1925 bis zu ihrem Wechsel an die Lichtwarkschule 1929 den Unterricht im Haus an der Burgstraße besuchte, war die wohl bekannteste Schülerin der ehemaligen Reformschule.
In der Zeit der Nationalsozialistischen Diktatur wurden 1939 im Schulgebäude wieder getrennte Schulen für Jungen und Mädchen eingerichtet. Das Schulgebäude wurde ab 1945 nur noch für Abschlussklassen genutzt. Nach dem Zweiten Weltkrieg wurde die Koedukation wieder eingeführt. In das Gebäude wurden zusätzlich zur Volksschule eine Hilfsschule und bis 1964 die Hamburger Gehörlosenschule (danach Samuel-Heinicke-Schule, heute Elbschule, Hammer Straße) mit aufgenommen.
Nach Schließung der zuletzt als Haupt- und Realschule bestehenden Schule Burgstraße zog 1978 die als Ausgliederung aus der Staatlichen Gewerbeschule Drucktechnik neugegründete Berufsschule für Friseure in das Gebäude. Seit 2009 steht das Schulgebäude unter Denkmalschutz.